# Non Servium
Non Servium és un grup madrileny de música oi! format a Móstoles a finals de la dècada del 1990. El nom, non serviam («no et serviré»), és una expressió llatina que, segons consta a la Bíblia, és el que va dir Satanàs a Déu quan aquest l'expulsà del regne celestial.
La música de Non Servium està marcada per un estil ràpid, contundent i agressiu. Les lletres posen de manifest la condició obrera dels seus components i la seva ideologia antifeixista, així com la seva relació amb els moviments punk i skinhead. Alguna de les seves cançons, com «N.S.A.», «Antinazis» o «Bronca», s'han convertit en himnes entre els joves skinheads antifeixistes dels països castellanoparlants. Juntament amb els madrilenys Kaos Urbano i Núcleo Terco, són alguns dels màxims exponents de l'oi! de temàtica antifeixista en llengua castellana.

## Discografia
- Orgullo obrero (1999)[4]
- N.S.A. La santa familia (2002)
- El imperio del mal (2007)
- El rodillo del kaos (2011)
- La voz de los malditos (2012)
- Resurgir (2015)[5]
- Criatura (2023)